# PulseAudio
PulseAudio  — звуковий програмний сервер, який виступає в ролі проміжної ланки, посередника між застосунками і різними низькорівневими звуковими підсистемами, абстрагуючи використання цього обладнання.  PulseAudio дозволяє управляти гучністю і змішуванням звуку на рівні окремих застосунків, організовувати надходження, змішування та виведення звуку при наявності кількох вхідних і вихідних каналів або звукових карт, дозволяє на льоту змінювати формат звукового потоку і використовувати плагіни, дає можливість прозоро перенаправляти звуковий потік на іншу машину.
PulseAudio підтримує роботу в системах Linux, Solaris, FreeBSD, NetBSD, Mac OS X і Windows. Початковий код PulseAudio поширюється в рамках ліцензії LGPL 2.1+.

## Можливості

Схема операційних потоків PulseAudio

- Роздільна установка рівнів гучності для різних програм[3]
- Можливість змішувати потоки з різних звукових плат
- Розширювана модульна система з підтримкою динамічно завантажуваних бібліотек
- Працює з багатьма популярними аудіо-застосунками
- Можливість роботи з декількома джерелами і приймачами звуку
- Мала затримка і можливість її точного вимірювання[4]
- Використання технології zero-copy, що зберігає машинний час
- Інтерфейс командного рядка з можливістю використання сценаріїв
- Демон, який переналаштовується за допомогою командного рядка
- Вбудоване перетворення аудіоформатів
- Синхронізація потоків відтворення
- Змішувані потоки можуть мати різні частотні характеристики
- Ефективний мікшер, навіть для звукових плат без мікшера, що запобігає «монополізації»/«крадіжці» звукового пристрою окремою програмою
- Підтримка альтернативних частот дискретизації для обладнання, яке підтримує кілька частот дискретизації
- Автоматичне визначення типу аудіо рознімів для прийняття відповідних рішень, наприклад, автоматично виставляти різний рівень гучності для навушників і колонок
- Модуль придушення акустичного відлуння для VoIP
- Модуль для формування віртуального Surround-звуку;
- Підтримка звукової підсистеми для паравіртуалізованих гостьових оточень Xen

## Виноски
1. ↑  PulseAudio, Analysis Summary, Ohloh, архів оригіналу за 18 жовтня 2009, процитовано 16 червня 2011 [Архівовано 2009-09-02 у Wayback Machine.]
2. 1 2  License, PulseAudio git, freedesktop.org, архів оригіналу за 4 березня 2014, процитовано 16 червня 2011
3. ↑  Interviews/LennartPoettering — FedoraProject [Архівовано 2009-08-31 у Wayback Machine.](англ.)
4. ↑  Audio latency: A long overdue discussion of the latency issue(s) [Архівовано 17 серпня 2016 у Wayback Machine.](англ.)

## Дивись також
- PipeWire — мультимедійний сервер